# Giuseppe Salvatore Scatti
Giuseppe Salvatore Scatti (Lecco, 19 gennaio 1843 – Savona, 30 giugno 1926) è stato un vescovo cattolico italiano.

## Biografia
Studia nei seminari milanesi e viene ordinato sacerdote a Trento nel 1866. Insegnante di materie letterarie nel seminario di San Pietro Martire a Milano, ha per discepolo Achille Ratti, il futuro Pio XI. Parroco eletto di Malgrate dal 1872 al 1890, poi arciprete di Monza e quindi principe vescovo di Savona.
Alla morte è tumulato nella cattedrale di Savona, con monumento funebre nella cappella Doria. La città gli dedicherà una via, nel quartiere della Villetta, tra via Ponzone e via Tagliata (già via Paolo Assereto), con delibera del podestà del 16 agosto 1936.

## Genealogia episcopale e successione apostolica
La genealogia episcopale è:
- Cardinale Scipione Rebiba
- Cardinale Giulio Antonio Santori
- Cardinale Girolamo Bernerio, O.P.
- Arcivescovo Galeazzo Sanvitale
- Cardinale Ludovico Ludovisi
- Cardinale Luigi Caetani
- Cardinale Ulderico Carpegna
- Cardinale Paluzzo Paluzzi Altieri degli Albertoni
- Papa Benedetto XIII
- Papa Benedetto XIV
- Papa Clemente XIII
- Cardinale Marcantonio Colonna
- Cardinale Giacinto Sigismondo Gerdil, B.
- Cardinale Giulio Maria della Somaglia
- Cardinale Carlo Odescalchi, S.I.
- Cardinale Costantino Patrizi Naro
- Cardinale Lucido Maria Parocchi
- Cardinale Andrea Carlo Ferrari
- Vescovo Giuseppe Salvatore Scatti

La successione apostolica è:
- Vescovo Bernardo Pizzorno (1909)